# Marcus Terentius Varro Reatinus
Marcus Terentius Varro (116 - 27 v.Chr.), uit Reate, Sabijns gebied, beter bekend als Varro Reatinus om hem beter te kunnen onderscheiden van zijn tijdgenoot Varro Atacinus, was een Romeinse geleerde en schrijver. Hij was, volgens velen de meest wijze polyhistor van Rome. Hij had enorm veel encyclopedische kennis maar, zoals Cicero over hem zei, hij was een veelweter, geen denker.

## Biografie
Varro's familie behoorde tot de equites, de ridderstand van het Romeinse Rijk. Hij studeerde in Rome bij de grammaticus Lucius Aelius Stilo en later was hij in Athene student van Antiochus van Ascalon, die een leerkracht aan Plato's Academie was. Tijdens de burgeroorlog tussen Pompeius en Caesar steunde hij Pompeius, kon daardoor een politieke carrière uitbouwen en bereikte zodoende de positie van praetor. Hij diende Pompeius als pro-quaestor in Spanje, waarschijnlijk tegen Sertorius in 76 v.Chr.  Als luitenant van Pompeius in 67 v.Chr. nam hij deel aan een oorlog voor het vrijmaken van het Mediterraanse gebied van piraten.. Hij leidde in 49 v.Chr. een legioen van Pompeius. Varro kon, ondanks zijn steun aan Pompeius, ontsnappen aan de bestraffingen van de verliezers doordat Julius Caesar hem tot tweemaal gratie verleende, net voor en na de slag bij Pharsalus. Varro heeft een onderscheiding mogen ontvangen, namelijk de Corona Navalis, een hoge onderscheiding voor Romeinse militairen.
Aldus begon er een rustigere periode voor Varro, hij kon zich eindelijk bezighouden met zijn passie, rustig op het platteland onderzoek doen en schrijven. Hij werd door Caesar in 47 v.Chr., andere bronnen beweren dat het 46 v.Chr. was, aangewezen als rijksbibliothecaris van de bibliotheek van Rome, maar na de dood van Caesar bleek Marcus Antonius hem minder gunstig gezind: die verbande hem uit het publieke leven en in 43 v. Chr. verklaarde hij hem vogelvrij. Hierdoor verloor hij veel persoonlijke bezittingen en een groot deel van zijn boeken en hij was nergens meer welkom. Onderzoek doen in de bibliotheek kon zodoende ook niet meer. Hij is door Fufius Calenus gered van de moordenaar van Antonius.
In de bibliotheek die is opgericht door Asinius Pollio staat hij als enige schrijver als buste afgebeeld in de bibliotheek.
De omvang en verscheidenheid van zijn kennis in bijna alle takken van leren won voor hem de titel vir Romanorum eruditissimus.
Na de val van Marcus Antonius kwam Augustus als eerste keizer aan de macht. Augustus had geen problemen met Varro en herstelde zijn status. Onder keizerlijke bescherming vond Varro eindelijk de rust en de veiligheid om zich volledig toe te leggen op zijn studies.

## Werken
Zijn hele leven is Varro erg productief geweest, hij heeft rond de 74 werken geschreven in een kleine 600 boeken, andere bronnen tellen rond de 500 boeken. Ze gingen over allerlei onderwerpen waaronder rechtsgeleerdheid, astronomie, geografie, scholing, historische literatuur, algemene geschiedenis, godsdienst en filosofie. Van al zijn boeken hebben wij er nu nog weinige, toch weten we precies wat hij heeft geschreven. Dit komt omdat hij in zijn eigen tijd al populair was, zijn werken waren bekend en vaak overgenomen door andere schrijvers. Hierdoor kunnen we indirect veel terugvinden. Voor zijn werken heeft hij voornamelijk zelf onderzoek gedaan met behulp van Griekse wetenschappelijke methodes. 
Bewaarde werken:
1. De lingua latina libri XXV (Over de Latijnse taal in 25 boeken; hiervan zijn de boeken V tot en met X bewaard gebleven.[6]) In de boeken wordt er uitleg gegeven over woordafleiding en syntaxis;[1] dit is erg lastig geschreven en is daarom alleen nuttig als naslagwerk. Wel is er enorm veel informatie in te vinden.[2] De boeken zijn opgedragen aan Varro's vriend Cicero en zijn nog voor zijn dood uitgekomen.[2]
2. Rerum rusticarum libri III (Over de landbouw in drie boeken; alleen de eerste woorden ontbreken). Geschreven toen hij 81 jaar oud was.[5] Hij heeft het erg snel geschreven omdat hij niet wist of hij nog lang zou leven; uiteindelijk bleek dat hij nog tien jaar te gaan had.[2]

Verloren werken:
1. Saturarum Menippearum libri CL (Menippeïsche satiren in 150 boeken; hiervan zijn 90 titels en 600 fragmenten bewaard). Hierin worden allerlei maatschappelijke verschijnselen behandeld.[1]
2. Antiquitatum rerum humanarum et divinarum libri XLI (Over de mensen en de goden in de oudheid, in 41 boeken) Zijn bekendste werk, is door latere schrijvers veel gebruikt en daardoor weten we veel van deze boeken ondanks dat we de originele niet meer hebben.[1]
3. Logistoricon libri LXXVI (vert.)
4. Hebdomades vel de imaginibus (vert.)
5. Disciplinarum libri IX (Takken van wetenschap, in negen boeken)
6. De gente populi Romani (vier boeken over de prehistorie tot aan het begin van de Romeinse tijd)